# Kang Hae-rim
Kang Hae-rim (en hangul: 강해림; nacida el 1 de abril de 1996) es una actriz surcoreana.

## Carrera
Kang Hae-rim no se preparó en principio como actriz, sino como pianista. Siguiendo el ejemplo de su madre, estudió piano desde niña y hasta la universidad, graduándose en el Departamento de Música de la Universidad de Kyungsung. Participó en el concurso de belleza Miss Korea en 2016: fue Miss Korea Busan/Ulsan Jin y quedó entre las quince finalistas del concurso nacional. Después de ello sí entró en una academia de actuación y comenzó al tiempo su carrera como actriz.
Es también modelo de publicidad, y entre 2019 y 2020 actuó en el programa de entretenimiento del canal KBS Joy Love Interaction, donde recreaba algún personaje de las historias presentadas en cada capítulo.
Tras su participación en el reparto de dos series web, y otro pequeño papel en Live On (jTBC, 2018), se dio a conocer realmente con su primer papel protagonista, al que accedió tras superar una audición con 600 candidatas. Se trata del personaje de Kim Seom en Somebody, una programadora que descubre que su creación, una aplicación de citas, la está utilizando un asesino en serie para encontrar a sus víctimas. Su trabajo mereció el aplauso de la crítica.
En abril de 2023 se anunció que Kang interpretaría el papel de Lee Se-na en la serie Bitter Sweet Hell. Sin embargo, en octubre del mismo año se comunicó que el rodaje se había interrumpido en agosto, cuando ya se llevaban rodados alrededor de cinco episodios. El motivo fue una reorganización provocada por el calendario de promoción de una película de la protagonista femenina Kim Hee-sun y el cambio de la productora de Jpx Studio a Red Nine Pictures. El retraso causó que Kang Hae-rim se tuviera que retirar del reparto. Fue sustituida por Yeonwoo.

## Filmografía

### Series de televisión
| Año  | Título                | Papel        | Canal    | Notas                | Ref.         |
| ---- | --------------------- | ------------ | -------- | -------------------- | ------------ |
| 2017 | Acting Idol Authority | Hae-rim      | Naver TV | Serie web            |              |
| 2018 | Govengers             | Kang Hae-rim | Naver TV | Serie web de 12 cap. |              |
| 2020 | Live On               | Park Hye-rim | jTBC     |                      | [ 6 ] [ 13 ] |
| 2022 | Somebody              | Kim Seom     | Netflix  | Serie web            | [ 14 ] [ 1 ] |

### Espectáculos de variedades
| Año  | Título           | Función | Canal   | Notas         | Ref.  |
| ---- | ---------------- | ------- | ------- | ------------- | ----- |
| 2019 | Love Interaction | reparto | KBS Joy | 2.ª temporada | [ 4 ] |
| 2020 | Love Interaction | reparto | KBS Joy | 3.ª temporada | [ 4 ] |

### Sesiones fotográficas
| Año  | Publicación   | Número          | Notas                      | Ref.         |
| ---- | ------------- | --------------- | -------------------------- | ------------ |
| 2023 | Esquire Korea | febrero de 2023 | Primera sesión fotográfica | [ 15 ] [ 2 ] |